# West Side Tennis Club Grass Court Challenger 2005
Il West Side Tennis Club Grass Court Challenger 2005 è stato un torneo di tennis facente parte della categoria ATP Challenger Series nell'ambito dell'ATP Challenger Series 2005. Il torneo si è giocato a Forest Hills negli Stati Uniti dal 27 giugno al 3 luglio 2005 su campi in erba.

## Vincitori

### Singolare
Frédéric Niemeyer ha battuto in finale  Prakash Amritraj con il punteggio di 6–4, 7–6(3)

### Doppio
Richard Barker /  Huntley Montgomery hanno battuto in finale  Rik De Voest /  Nathan Healey con il punteggio di 3–6, 7–5, 7–6(6)